# Foufflin-Ricametz
Foufflin-Ricametz ist eine französische Gemeinde mit 147 Einwohnern (Stand 1. Januar 2022) im  Département Pas-de-Calais in der Region Hauts-de-France. Sie gehört zum Arrondissement Arras, zum Kanton Saint-Pol-sur-Ternoise und zum Kommunalverband Ternois.

## Lage
Die Gemeinde Foufflin-Ricametz liegt im Artois, 32 Kilometer westnordwestlich von Arras. Nachbargemeinden von Foufflin-Ricametz sind Roëllecourt im Norden, Ligny-Saint-Flochel im Osten, Ternas im Südosten sowie Maisnil im Südwesten.

## Bevölkerungsentwicklung
| Jahr                       | 1962 | 1968 | 1975 | 1982 | 1990 | 1999 | 2006 | 2016 | 2022 |
| -------------------------- | ---- | ---- | ---- | ---- | ---- | ---- | ---- | ---- | ---- |
| Einwohner                  | 175  | 182  | 144  | 133  | 128  | 135  | 119  | 156  | 147  |
| Quellen: Cassini und INSEE |      |      |      |      |      |      |      |      |      |

## Sehenswürdigkeiten

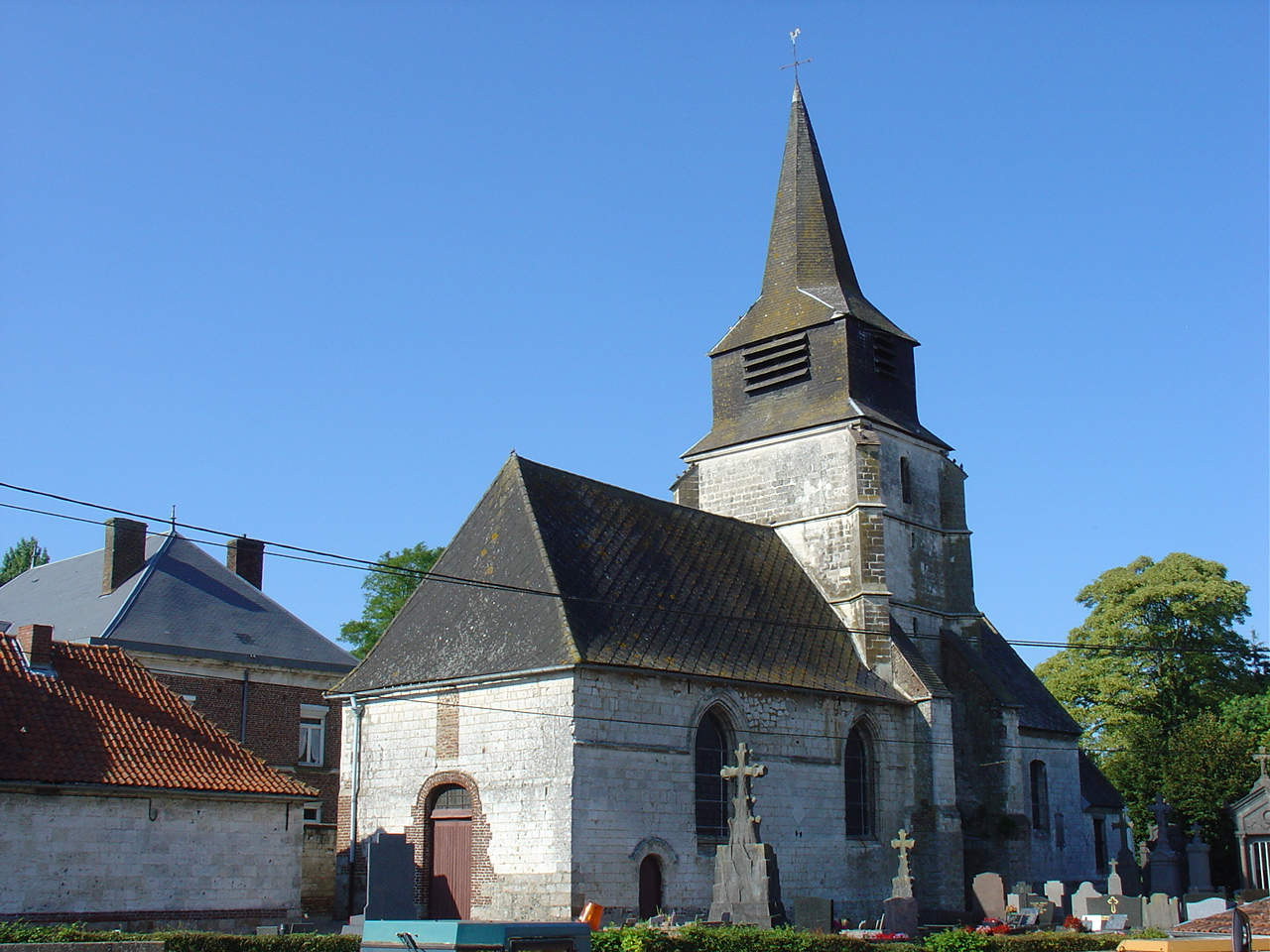
Kirche Saint-Martin

- Kirche Saint-Martin